# Wahlgemeinschaft für Bürgerinitiativen und Umweltschutz
Die Wahlgemeinschaft für Bürgerinitiativen und Umweltschutz (WBU) war eine politische Gruppierung, die bei Landtagswahlen in Niederösterreich und Wien in den späten 1970er und frühen 1980er Jahren kandidierte.
Die Wahlgemeinschaft für Bürgerinitiativen und Umweltschutz war von Otto Häusler und dem Universitätsdirektor der Universität für Bodenkultur Wien Fritz Weiss in Wien gegründet worden. Sie ging auf die 1973 gegründete, konservative „Österreichische Umweltschutzbewegung“ (USB) zurück, die sich beispielsweise in der Initiative gegen die Verbauung des Wiener Sternwarteparks engagiert hatte. Im Zuge der Zwentendorf-Bewegung entschied sich die USB zur Beteiligung an parlamentarischen Wahlen und nannte sich in der Folge in „Wahlgemeinschaft für Bürgerinitiativen und Umweltschutz“ um, womit die WBU die erste „grüne“ Gruppierung wurde, die bei Landtagswahlen antrat. Bei der Landtags- und Gemeinderatswahl in Wien 1978 erreichte die WBU jedoch lediglich 0,73 %, bei der ein Jahr später stattfindenden Landtagswahl in Niederösterreich 1979 kam die WBU auf 0,87 %. Letztmals trat die WBU bei der Landtags- und Gemeinderatswahl in Wien 1983 an, konnte jedoch erneut nur 0,64 % erreichen.
Die WBU war dabei eine Gruppierung mit bürgerlichen, liberalen und konservativen Seiten, die zudem teilweise nicht vor dem rechtsextremen Spektrum zurückschreckte. So waren die Spitzenkandidaten der WBU bei der Landtagswahl in Wien 1978 gleichzeitig Funktionäre der neo-nazistischen Volkssozialistischen Arbeiterpartei (VAP), der es gelungen war mit antikapitalistischen und pseudo-sozialistischen Tendenzen in der Umweltschutzbewegung Fuß zu fassen. Zu den Spitzenkandidaten gehörte beispielsweise Alfred Warton, der zuvor bereits  Mitglied der Freiheitlichen Partei Österreichs (FPÖ) und Schriftführer der Nationaldemokratischen Partei (NDP) gewesen war. In der VAP hatte er 1978 die Funktion des Generalsekretärs inne. Ebenfalls als Kandidat der WBU trat bei dieser Wahl der ehemalige FPÖ-Funktionär Karl Schmidt auf, der später wegen Hetze gegen Juden verurteilt wurde. Erich Richard Raidl war wiederum Verantwortlicher Redakteur der NDP-Zeitung „Klartext“ gewesen und hatte das Amt des Obmanns der „Volksbewußten Arbeiterpartei“ sowie später das Amt des Obmanns der VAP inne.
Die Kandidatur der WBU bei der Landtagswahl in Niederösterreich 1979 hatte hingegen der vormalige ÖVP-Bürgermeister von Melk, Kurt Wedl, ermöglicht, der nach einem ÖVP-internen Bündestreit aus der ÖVP ausgeschlossen worden war. Als die WBU 1983 bei der Landtagswahl in Wien zum letzten Mal kandidierte, war die WBU eigentlich bereits in den bürgerlich/konservativen Vereinten Grünen Österreichs (VGÖ) aufgegangen. Da der VGÖ-Vorsitzende Alexander Tollmann jedoch die sich in Wien sammelnden, parteiinternen Opposition schwächen wollte, brachte er die Bundes-VGÖ zur Unterstützung der WBU bei der Landtagswahl, die den rechten Flügel der Wiener VGÖ-Landesorganisation repräsentierte. Die WBU entwickelte sich in der Folge jedoch zum Sammelbecken der Tollmann-Gegner.
Auf Grund der Querverbindungen zum Rechtsextremismus ist fraglich, ob die WBU überhaupt als echte grüne Gruppierung klassifiziert werden kann, auch wenn sie klassische grüne Themen wie Umweltschutz und Demokratie aufgriff oder mit dem Wahlaufruf „Nicht schwarz, nicht rot, nicht blau, sondern grün!“ auftrat. Gewisse politische Forderungen flossen jedoch in der Folge in die grünalternative Wahlbewegung ein. Dazu gehörten das Persönlichkeitswahlrecht, der Direktwahl von Bürgermeistern und Landeshauptleuten und der Kampf für Entpolitisierung und Versachlichung in allen Bereichen.
Das Publikationsorgan der WBU war die Zeitschrift „Die Grünen“.